# Asvion
S.S.V. Asvion was een Nederlandse hockeyclub uit Schiedam. De club is opgericht op 1 april 1936. De clubnaam Asvion is een acroniem en staat voor Algemene Sportvereniging Is Onze Naam.
De club heeft in 2002 voor het eerst een waterveld gekregen. Dit is in 2010 vervangen. Dit veld is ook gebruikt voor een vriendschappelijke wedstrijd tussen de Nederlandse hockeyploeg en de Chinese dames hockeyploeg. Het tweede veld is een zand ingestrooid kunstgrasveld.
Sinds 1970 wordt er door de club ook cricket gespeeld.
In 2016 is de hockeyafdeling gefuseerd met SH Spirit tot de nieuwe vereniging HC Schiedam. De cricketafdeling ging dat jaar op in het naastgelegen Excelsior '20.